# Slaget vid New Orleans
Slaget vid New Orleans ägde rum den 8 januari 1815 och var den sista stora striden i 1812 års krig. 
Amerikanska styrkor, under befäl av generalmajor Andrew Jackson, besegrade den invaderande brittiska armén som var inställd på att erövra New Orleans och det stora territorium USA hade fått i Louisianaköpet. Freden i Gent, som avslutade kriget, undertecknades den 24 december 1814 samt ratificerades av prinsregenten den 28 december 1814 och av USA:s senat den 16 februari 1815. Fientligheterna fortsatte fram till slutet av februari då officiella depescher som tillkännagav freden nådde de stridande i Louisiana och slutligen satte stopp för kriget. Jackson upphävde krigstillståndet i New Orleans så sent som den 16 mars efter att ha fått bekräftelse på att fredsfördraget faktiskt hade ratificerats. Slaget vid New Orleans betraktas allmänt som den största amerikanska segern i ett fältslag i 1812 års krig.
Under flera årtionden firades 8 januari i USA som en andra nationaldag.

## I populärkultur
Sången The Battle of New Orleans skrevs på 1940-talet av Jimmy Driftwood, och den mest kända versionen spelades 1959 in av Johnny Horton.